# Luis Piedrahíta Cuesta
Luis Piedrahíta Cuesta (La Corunya, 19 de febrer de 1977) és un humorista, escriptor, il·lusionista, guionista i director de cinema espanyol.
És col·laborador i guionista del programa d'entreteniment de la televisió espanyola El hormiguero (Antena 3). Allí ha presentat els seus monòlegs i la seva màgia davant personalitats com Tom Cruise, Gwyneth Paltrow, Will Smith, Denzel Washington o Jennifer Aniston.
Així mateix, ha col·laborat amb l'il·lusionista portuguès Luis de Matos en la creació, producció i presentació d'efectes màgics en la secció «Os problemas do Professor Piedrahita», al programa Impossível, emès a la RTP.
També ha treballat com a col·laborador i guionista en el programa de ‘stand-up comedy’: El club de la comedia. I ha estat director, guionista i mag del programa televisiu Nada x aquí.
Com a cineasta ha escrit i ha dirigit, al costat de Rodrigo Sopeña, el llargmetratge L'habitació de Fermat, protagonitzat per Federico Luppi, Lluís Homar, Santi Millán, Alejo Sauras i Elena Ballesteros. Aquest llargmetratge ha rebut nombrosos premis, nacionals i internacionals, i ha estat estrenat en més de cinquanta països.
És autor de set llibres supervendes d'humor: Cambiando muy poco algo pasa de estar bien escrito a mal escroto, A mí este siglo se me está haciendo largo, El castellano es un idioma loable, lo hable quien lo hable, ¿Por qué los mayores construyen los columpios siempre encima de un charco?, Dios hizo el mundo en siete días… y se nota, ¿Cada cuánto hay que echar a lavar un pijama? i Un cacahuete flotando en una piscina, ¿sigue siendo un fruto seco? A més, ha escrit un llibre de literatura infantil titulat Diario de una pulga i un altre de màgia, Monedas y otras historias Arxivat 2021-07-27 a Wayback Machine., publicat per Ediciones El Espectador, el seu propi segell editorial.
Ha rebut el premi Performing Fellowship 2017 que lliura l'Acadèmia de les Arts Màgiques de Hollywood. Així mateix, ha rebut la prestigiosa Grolla d’Oro el 2019.
Piedrahíta col·labora amb el programa radiofònic La ventana (Cadena Ser), presentat per Carles Francino. A més intervé ocasionalment en el programa argentí La venganza será terrible, creat i conduït per Alejandro Dolina.

## Biografia
Va néixer a La Corunya el 19 de febrer de 1977. Va estudiar al Colegio Santa María del Mar.  Des de molt jove es va aficionar a la màgia i va guanyar dos premis: Segon Premi de micromàgia en el Congrés de Valongo (Portugal, 1998) i va ser campió d'Espanya en micromàgia en 1999.
Va estudiar Comunicació Audiovisual en la Universitat de Navarra i es va especialitzar en escriptura de guió. Després del seu pas per les aules, li van contractar en la cadena Telecinco. Conegut com "El Rey de las Cosas Pequeñas", va guanyar el Primer Certamen de Monòlegs d’El club de la comedia, després de la qual cosa va començar a treballar com a guionista i actor fix en aquest programa.
Al setembre de 2008 se li va extirpar la vesícula, que va decidir que fos subhastada en El hormiguero amb el propòsit de destinar els beneficis en favor dels afectats pel síndrome de West, una malaltia infantil que afecta els bebès d'entre 0 i 12 mesos i que els provoca atacs epilèptics.

## Ràdio i televisió

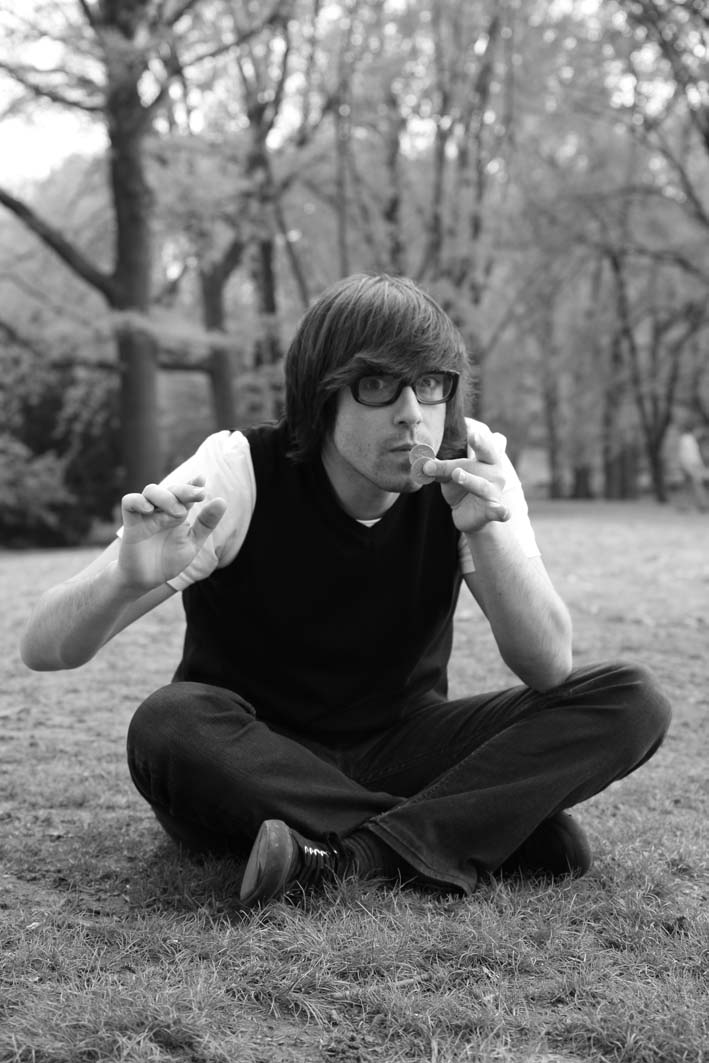
Piedrahíta en 2008.

### Televisió
Luis Piedrahíta es va donar a conèixer en les seves intervencions en el programa de monòlegs El club de la comedia (La Sexta). Ha estat col·laborador, guionista i director del programa de màgia Nada x aquí, durant dues temporades. El 2013, es va estrenar com a jurat en el programa Por arte de magia (Antena 3) que va presentar Anna Simon.
Ha estat copresentador del programa culinari de Disney Channel Espanya Un, dos, chef! durant una temporada.
En l'actualitat és col·laborador del programa d'entreteniment El hormiguero (Antena 3) en el qual en l'actualitat realitza la secció de màgia: ¿A quién va a creer usted... a sus propios ojos o a mí?.
Ha estat guionista dels programes televisius El hormiguero (Antena 3), Cruz y Raya.com (TVE) , Nada x Aquí (Cuatro), Un, dos, tres... ¡A leer esta vez! (TVE) i El club de la comedia (La Sexta).
També prepara un programa de màgia per a la televisió de Portugal, al costat del mag Luis de Matos. Des d'octubre de 2020 presenta en la Televisió de Galícia el concurs A voltas coa música.

### Ràdio
Ha estat col·laborador i guionista del reeixit programa radiofònic No somos nadie (M80 RADIO) conduït per Pablo Motos.
L'estiu de 2009 i de 2010 va participar en el programa radiofònic No es un día cualquiera (RNE) amb una secció d'humor en la qual feia els seus famosos monòlegs sobre coses petites. Al maig de 2012 va participar com a convidat en el programa radial argentí d'Alejandro Dolina, La veganza será terrible, en la gira d'aquest últim per Espanya. A l'octubre de 2012 va començar com a col·laborador del programa Yu, No Te Pierdas Nada (Los 40 Principales).
Al setembre de 2013 torna a participar com a convidat i col·laborador en el programa radial de Alejandro Dolina, La venganza será terrible, durant la gira del programa per Espanya. Al juliol de 2014 col·labora novament amb el programa aprofitant la seva visita a l'Argentina per motiu del seu gira teatral.
Des de 2012 i fins a l'actualitat col·labora setmanalment en el programa La ventana (Cadena Ser) dirigit per Carles Francino amb la secció d'humor: Faltan las palabras.

## Cinema i teatre

### Cinema
Va escriure i va dirigir juntament amb Rodrigo Sopeña un thriller de misteri anomenat L'habitació de Fermat que es va estrenar el 16 de novembre de 2007 al XL Festival Internacional de Cinema Fantàstic de Catalunya. Amb aquest film van aconseguir els Premis del Público i el Premi del Jurat Jove al Millor Llargmetratge en la XVII Setmana Internacional de Cinema Fantàstic de Màlaga i els premis al Millor Guió i a la Millor Pel·lícula de Cinema Fantàstic Europea Melies de Plata en el Festival de Cinema Fantàstic de Porto, Fantasporto 2008.
També va col·laborar com a guionista de la pel·lícula: Cosas que hacen que la vida valga la pena (2004).
Ha doblat al barrufet de les ulleres en la pel·lícula Els Barrufets. El poble amagat, de Sony Pictures, estrenada al març de 2017.

### Teatre
En la seva faceta teatral, és autor i intèrpret de set espectacles de monòlegs: 
- Es mi palabra contra la mía
- Las amígdalas de mis amígdalas son mis amígdalas
- El castellano es un idioma loable, lo hable quien lo hable
- ¿Por qué los mayores construyen los columpios siempre encima de un charco?
- Dios hizo el mundo en siete días... y se nota
- Esas pequeñas cosas
- Gira mundial por Galicia

Així mateix ha escrit i narrat el conte simfònic Diario de una pulga, presentat per al XX Festival de Música de Canàries al costat de la Orquestra Simfònica de Tenerife i el seu llavors director titular, Víctor Pablo Pérez, i els pianistes Gustavo Díaz-Jerez i Jesús Ángel Rodríguez. Aquest conte està inspirat en l'obra El carnestoltes dels animals, de Camille Saint-Saëns.
Al juliol de 2014 i de 2015, presenta el seu espectacle Dios hizo el mundo en siete días... y se nota a l'emblemàtic Teatro Maipo de Buenos Aires. Així com també a Córdoba, Mendoza, Rosario y Mar del Plata.
A més va col·laborar com a guionista en les següents obres de teatre: Cinco hombres.com, Cinco mujeres.com i Francamente, la vida según San Francisco.